# Región de Zanzíbar Norte
Zanzíbar Norte es una de las treintaiuna regiones administrativas en las que se encuentra dividida la República Unida de Tanzania, localizada dentro de la isla de Zanzíbar. Su capital es la ciudad de Mkokotoni.

## Distritos
Esta región se encuentra subdividida internamente en tan solo un par de distritos a saber:
- Unguja Nord A
- Unguja Nord B

## Territorio y población
La región de Zanzíbar Norte tiene una extensión territorial de 470 kilómetros cuadrados. Además, en esta región administrativa viven 257.290 personas (según datos del censo de 2022). La densidad poblacional es, consecuentemente, de 547'4 habitantes por kilómetro cuadrado.
- Datos: Q147116
- Multimedia: Unguja North Region / Q147116